# Kemeten
Kemeten est une commune autrichienne du district d'Oberwart dans le Burgenland.